# Pompeia (Schwester des Gnaeus Pompeius Magnus)
Pompeia (* um 100 v. Chr.) entstammte als Schwester des römischen Triumvirn Gnaeus Pompeius Magnus dem Plebejergeschlecht der gens Pompeia. Sie war die Tochter des Konsuls von 89 v. Chr., Gnaeus Pompeius Strabo.
Bereits 81 v. Chr. war Pompeia laut dem Zeugnis Plutarchs die Gattin des Gaius Memmius, der als Quästor seines Schwagers Gnaeus Pompeius Magnus in Spanien Krieg gegen Quintus Sertorius führte und dabei 75 v. Chr. den Tod fand. Über Pompeia liegen sonst keine Quellenangaben vor.